# María Luisa Peón Pérez
María Luisa Peón Pérez   (Torrelavega, 19 de maig de 1966) és una política i advocada espanyola. Va ser primera tinenta d'alcalde de l'Ajuntament de Torrelavega entre 2011 i 2014.

## Biografia
És filla de Roberto Peón, un dels fundadors d'Aliança Popular (AP) de Torrelavega i regidor de la primera legislatura democràtica en 1978. És llicenciada en Dret per la Universitat de Cantàbria el 1989. El 1985, quan va complir 19 anys, es va afiliar a AP, el germen del posterior PP. En l'àmbit privat, va exercir com a responsable del departament d'atenció al client de Santander de Cable (ONO) de 1994 a 1997, any en què va sol·licitar excedència per la seva dedicació a la política.
Des de 1990, ha exercit diversos càrrecs públics en l'àmbit municipal i autonòmic. Aquest mateix any va ser elegida regidora a l'Ajuntament de Torrelavega, i va exercir de primera tinenta d'alcalde des de l'11 de juny de 2011 fins a la moció de censura que va desplaçar del poder Ildefonso Calderón el gener de 2014.
Anteriorment, de 1997 al 2003 va ser la primera directora general de la Dona del Govern de Cantàbria i de 2003 a 2007, diputada del Grup Popular en el Parlament de Cantàbria i portaveu en matèria de Dona i Medi Ambient.
Membre del Comitè Executiu Regional del Partit Popular de Cantàbria i del Comitè de Direcció des de 1993, ha exercit diversos càrrecs orgànics a escala regional com a vocal, coordinadora d'Acció Social entre 2008 i 2012 i des de l'XI Congrés Regional celebrat en 2012, coordinadora d'Estudis i Programes de la formació política.
També des de gener de 2010 és la presidenta de la Junta Local del PP de Torrelavega, càrrec que va exercir anys enrere.
El 10 d'abril de 2014 es va fer pública la llista electoral del Partit Popular en les eleccions al Parlament Europeu de 2014 encapçalada pel llavors ministre d'Agricultura, Alimentació i Medi Ambient Miguel Arias Cañete i amb el sotssecretari d'Estudis i Programes del partit, Esteban González Pons com a número dos, en la qual Peón va ocupar el lloc 24è. Finalment, no va obtenir l'escó.
En les eleccions de 2015, va resultar triada de nou regidora a l'Ajuntament de Torrelavega i va formar part de l'oposició municipal.